# Dixeia cebron
Dixeia cebron é uma borboleta da família Pieridae. Pode ser encontrada na Costa do Marfim, Gana, sul da Nigéria, Camarões, República do Congo, Gabão e possivelmente na parte ocidental da República Democrática do Congo. O habitat consiste em florestas secas e abertas.